# Nuova Georgia (arcipelago)

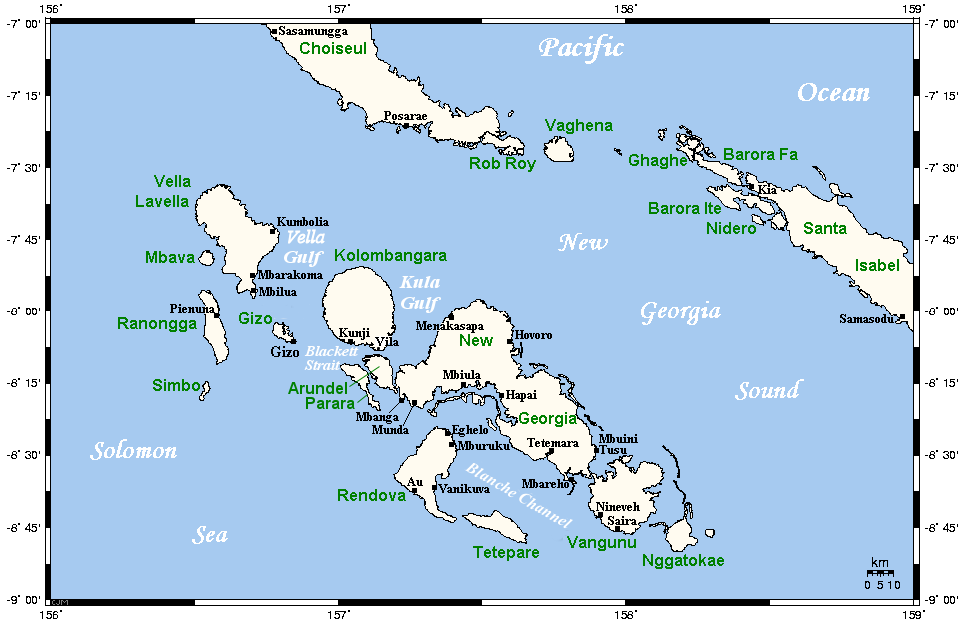
Arcipelago della Nuova Georgia.

L'arcipelago della Nuova Georgia fa parte dell'arcipelago più grande delle Isole Salomone, stato indipendente, ed è parte della sua provincia Occidentale. Esso si trova a nordovest dell'isola di Guadalcanal.
Le sue isole maggiori sono montagnose e ricoperte di foreste pluviali. Le isole maggiori dell'arcipelago sono: Nuova Georgia, Vella Lavella, Kolombangara (un vulcano dormiente), Gizo, Vangunu, Rendova e Tetepare. Esse sono circondate da barriere coralline e a nord dell'isola di Vangunu si trova la più grande laguna di acqua salata del mondo: la laguna di Marovo.
Un'altra isola famosa è l'isola Kennedy, ove il futuro presidente degli Stati Uniti d'America, John Fitzgerald Kennedy trascorse tre giorni come naufrago della motosilurante PT-109 da lui comandata, durante la seconda guerra mondiale. Numerose isole dell'arcipelago furono teatro di scontri con le truppe e le navi giapponesi.
Le città principali sull'arcipelago sono Gizo, capoluogo della provincia sull'omonima isola, Munda e Noro, ambedue sull'isola della Nuova Georgia.
Le attività principali sull'arcipelago sono la pesca e lo sfruttamento delle foreste. Il turismo è poco diffuso, sebbene l'arcipelago goda di ottima fama presso gli appassionati d'immersioni subacquee. La fauna ittica è abbondante. Nella laguna di Marovo si trovano branchi di sgombri reali e barracuda. Vi si trovano saltuariamente anche razze, mante e squali.
Una delle isole più piccole dell'arcipelago, l'isola di Ranongga, fu alzata di tre metri sul livello del mare dal terremoto che colpì la zona nel 2007, con un allargamento delle spiagge intorno all'isola fino a 70 metri.
Sulle isole della Nuova Georgia si parlano linguaggi locali, appartenenti alle lingue salomoniche nord-occidentali.